# Église Saint-Maixent de Pamproux
L'église Saint-Maixent est une église catholique située à Pamproux, en France.

## Localisation
L'église est située dans le département français des Deux-Sèvres, sur la commune de Pamproux.

## Historique
L'édifice est classé au titre des monuments historiques en 1913.